# Canada aux Jeux olympiques d'été de 1952
L'équipe olympique du Canada participe aux Jeux olympiques d'été de 1952, à Helsinki. Elle y remporte trois médailles : une en or et deux en argent, se situant à la vingt-et-unième place des nations au tableau des médailles. L'athlète William Parnell est le porte-drapeau d'une délégation canadienne comptant 107 sportifs dont 10 femmes. En dépit d'un nombre des représentants important, les Canadiens ne rapportent d'Helsinki que trois médailles dont une seule en or.

## Tous les médaillés
| Médaille                           | Nom             | Sport         | Compétition                        |
| ---------------------------------- | --------------- | ------------- | ---------------------------------- |
| Médaille d'or, Jeux olympiques     | George Genereux | Tir           | Ball-trap                          |
| Médaille d'argent, Jeux olympiques | Donald Hawgood  | Canoë-kayak   | 10 000 mètres canoë biplace hommes |
| Médaille d'argent, Jeux olympiques | Gerald Gratton  | Haltérophilie | 67,5-75 kg                         |